# Южный Кочкар
Южный Кочкар — река в России, протекает в Кудымкарском районе Пермского края. Сливаясь с рекой Северный Кочкар образует реку Кочкар. Длина реки составляет 10 км.
Исток реки в лесном массиве на Верхнекамской возвышенности близ границы с Кировской областью в 18 км северо-западнее села Кува. Исток находится на водоразделе бассейнов Иньвы и Чуса. Река течёт на северо-восток, всё течение проходит по ненаселённому лесу.

## Данные водного реестра
По данным государственного водного реестра России относится к Камскому бассейновому округу, водохозяйственный участок реки — Кама от города Березники до Камского гидроузла, без реки Косьва (от истока до Широковского гидроузла), Чусовая и Сылва, речной подбассейн реки — бассейны притоков Камы до впадения Белой. Речной бассейн реки — Кама.
По данным геоинформационной системы водохозяйственного районирования территории РФ, подготовленной Федеральным агентством водных ресурсов:
- Код водного объекта в государственном водном реестре — 10010100912111100008007
- Код по гидрологической изученности (ГИ) — 111100800
- Код бассейна — 10.01.01.009
- Номер тома по ГИ — 11
- Выпуск по ГИ — 1